# ایل ماره
ایل ماره (انگلیسی: Il Mare؛‏ کره‌ای: 시월애) فیلم فانتزی عاشقانه به کارگردانی لی هیون سونگ و با بازی لی جونگ جه و جون جی هیون است. عنوان فیلم، ایل ماره، در زبان ایتالیایی به معنای «دریا» است و نام خانه‌ای ساحلی است که داستان فیلم در آنجا اتفاق می‌افتد. دو شخصیت اصلی داستان هر کدام در دو زمان متفاوت از هم زندگی می‌کنند، اما از طریق یک صندوق پستی مرموز قادر به برقراری ارتباط با یکدیگر هستند.
این فیلم در سال ۲۰۰۶ توسط برادران وارنر با عنوان خانه‌ای روی برکه با بازی کیانو ریوز و ساندرا بولاک بازخلق شد.
همچنین داستان این فیلم در فیلم هندی کنادا زبان Minchagi Nee Baralu که در سال ۲۰۱۵ ساخته شد، مورد استفاده قرار گرفت.